# District de Jiangnan
Pour les articles homonymes, voir Jiangnan (homonymie).
Le district de Jiangnan (江南区 ; pinyin : Jiāngnán Qū) est une subdivision administrative de la région autonome du Guangxi en Chine. Il est placé sous la juridiction de la ville-préfecture de Nanning.Sa population est de 440 659 habitants (2009).